# ضيفد أزغب
ضيفد أزغب (الاسم العلمي:Dyschoriste pubescens) هو نوع غير مؤكد من النباتات يتبع جنس الضيفد من الفصيلة الأقنتية.